# 香港特別行政區成立二十周年紀念
香港特別行政區成立二十週年紀念是香港特別行政區政府所統籌的一連串為慶祝2017年7月1日香港回歸中國二十週年的紀念活動。

## 慶祝活動

### 國家領導人訪港
繼2007年和2012年回歸十週年紀念及回歸十五週年紀念的中共前總書記胡錦濤視察香港，中共總書記習近平等黨和國家領導人會親臨香港出席相關活動，並主持新一屆香港特別行政區主要官員的就職典禮。2017年6月25日，新华社发布消息称：“中共中央总书记、国家主席、中央军委主席习近平将于6月29日至7月1日赴香港”。

### 回歸慶典活動

#### 香港回歸祖國20周年合唱大匯演
於香港紅磡體育館舉辦的「紫荊綻放二十載-香港各界慶祝香港回歸祖國20周年合唱大匯演」，由各界社團領袖和會員組成，合共邀請1200人參與演出，
當中包括廣州社團總會會長霍震寰、副主席霍啟山叔姪上場領唱《茉莉花》；
香港義工聯盟副主席鄺美雲領唱該會會歌《以生命影響生命》；《我的中國心》原唱者張明敏帶領年輕人合唱等。
演出包括「美麗中國」、「祖國和我」及「共築中國夢」3個篇章。
主辦機構更特意安排網上平台提供直播服務，包括微信公眾號─播客直播、中國移動 UTV 、大公網、慶委會網站，而直播服務不限於香港地區，內地的市民也可以通過該網上平台欣賞當日的合唱匯演。
12個參與表演團體包括香港廣東社團總會、香港福建社團聯會、香港廣西社團總會、香港海南社團總會、香港浙江省同鄉會聯合會、江蘇旅港同鄉聯合會、滬港社團聯隊、香港京津冀社團聯會、香港中國企業協會、香港義工聯盟、香港廣州社團總會及香港深圳社團總會。

#### 文藝晚會
灣仔會議展覽中心於2017年6月30日舉行慶祝香港回歸祖國二十周年文藝晚會，由汪明荃、鄧梓峰、陳貝兒、任魯豫、張凱麗擔任主持，参演藝人有黎明、林子祥、葉蒨文、古巨基、李克勤、甄子丹、莫文蔚、王祖藍、容祖兒、韓磊、殷秀梅、莫華倫、譚維維、郎朗等。

## 慶祝香港回歸祖國二十周年大會

### 宣誓就職儀式
以行政長官林鄭月娥為首的香港特別行政區第五屆政府的主要官員宣誓就職。

## 安全保障
香港警方在习近平到港期间实施了反恐保安措施。湾仔会议道以北被封闭，出入的行人和车辆会北接受检查，同时在就职典礼场地会展外布置巨型水马阵；而维港上空则被列为禁飞区，禁止所有飞行器尤其是无人机、航拍机进入。
2017年6月25日起至7月2日，因应中共中央总书记习近平等党和国家领导人代表团即将到访香港，中国大陆在有始发终到或过路深港车站列车的车站实施二次安检：即旅客除了进站时所需要接受的正常安检外，还要在登上前往深港方向列车前接受第二次安检。此外，深圳各火车站还将对所有抵站旅客实施安检。

## 反應

### 七一游行
民陣依照惯例在7月1日發起主題為「一國兩制　呃足廿年　民主自治　重奪香港」的七一大游行。游行人士的主要诉求包括释放病危的刘晓波、希望林郑月娥政府不再撕裂社会、对政府的教育、社福政策表达不满等。当晚林郑月娥政府在政府网站发文回应称會繼續用好「一國」和「兩制」的優勢，掌握國家帶來的龐大機遇，積極拓展香港的經濟，改善市民生活。对于政制问题则表示需要盡最大努力营造合适的社会氛围。

### 香港市民對回歸20週年冷淡
與中央和香港政府高度重視不同，香港市民對回歸20週年反應冷淡，真正心情激動，熱切盼望慶祝的人少之又少，有分析指近年來貧富懸殊嚴重惡化、人口老化急劇、房價高昂、年青人缺乏往上流機會，移民數字在不斷增加，令香港市民對香港前景感到擔憂，想不到有任何理由要去慶祝香港回歸20週年。

### 央視插手回歸文藝晚會
苹果日报爆料指出在香港會議展覽中心舉行的「慶祝香港回歸祖國二十周年文藝晚會」原定由無綫電視一手包辦製作，後來無綫收到密令通知，說中央電視台將會全權接手負責這次晚會，無綫只負責幫手打點。導致原本無綫已經安排好的流程，因為中央電視台安排了中國大陸歌手演出而扰乱，導致香港藝人只有兩分鐘左右時間逗留。

## 主題曲
- 《香港．我家》